# Krîkunka, Dobrovelîcikivka
Krîkunka (în ucraineană Крикунка) este un sat în comuna Pișceanîi Brid din raionul Dobrovelîcikivka, regiunea Kirovohrad, Ucraina.

## Demografie
Componența lingvistică a localității Krîkunka
     Ucraineană (100%)
Conform recensământului din 2001, toată populația localității Krîkunka era vorbitoare de ucraineană (100%).